# Будинок по вулиці Волоській, 5/14 (Київ)
Будинок по вулиці Волоській, 5/14 — цегляний двоповерховий будинок, розташований у Подільському районі Києва на перетині з Іллінською вулицею. Становить цікавий приклад житлової малоповерхової забудови Подолу останньої третини ХІХ століття. Має статус пам'ятки архітектури і містобудування місцевого значення, перебуває в аварійно-небезпечному стані.

## Історія
На сьогодні до складу історичної садиби входять чотири будівлі:
- № 5/14: наріжний житловий двоповерховий будинок (1870-ті рр.);
- № 5-Б (№ 5[2]): найдавніша за часом спорудження будівля на території садиби (1830-ті рр.);
- № 5-В: бічний флігель (кінець ХІХ — початок ХХ ст.);
- типовий для Подолу сарай із галереями у глибині затишного озелененого подвір'я.[2]

Наріжний будинок № 5/14 зведено на замовлення купця І. Шишкіна у 1874—1875 роках. Оздоблення фасадів вирішено в стилістиці історизму. За описом 1895 року у наріжному будинку містилися: у підвалі — склади, на першому поверсі — магазини та житлові приміщення, на другому — квартира та житлові кімнати. 1895 року садибу придбала дружина статського радника К. Дитятина. У 1926-27 роках будинок передано Народному комісаріату зв'язку. З повоєнних років використовувався відділенням зв'язку Подільського району.
Будинок № 5-Б (будинок Дегтярьова) споруджено в 1833–1835 роках у стилі класицизму. Належить до першого етапу забудови Подолу після катастрофічної пожежі 1811 року, зведений за новою червоною лінією вулиці.

## Архітектура

### Будинок № 5/14

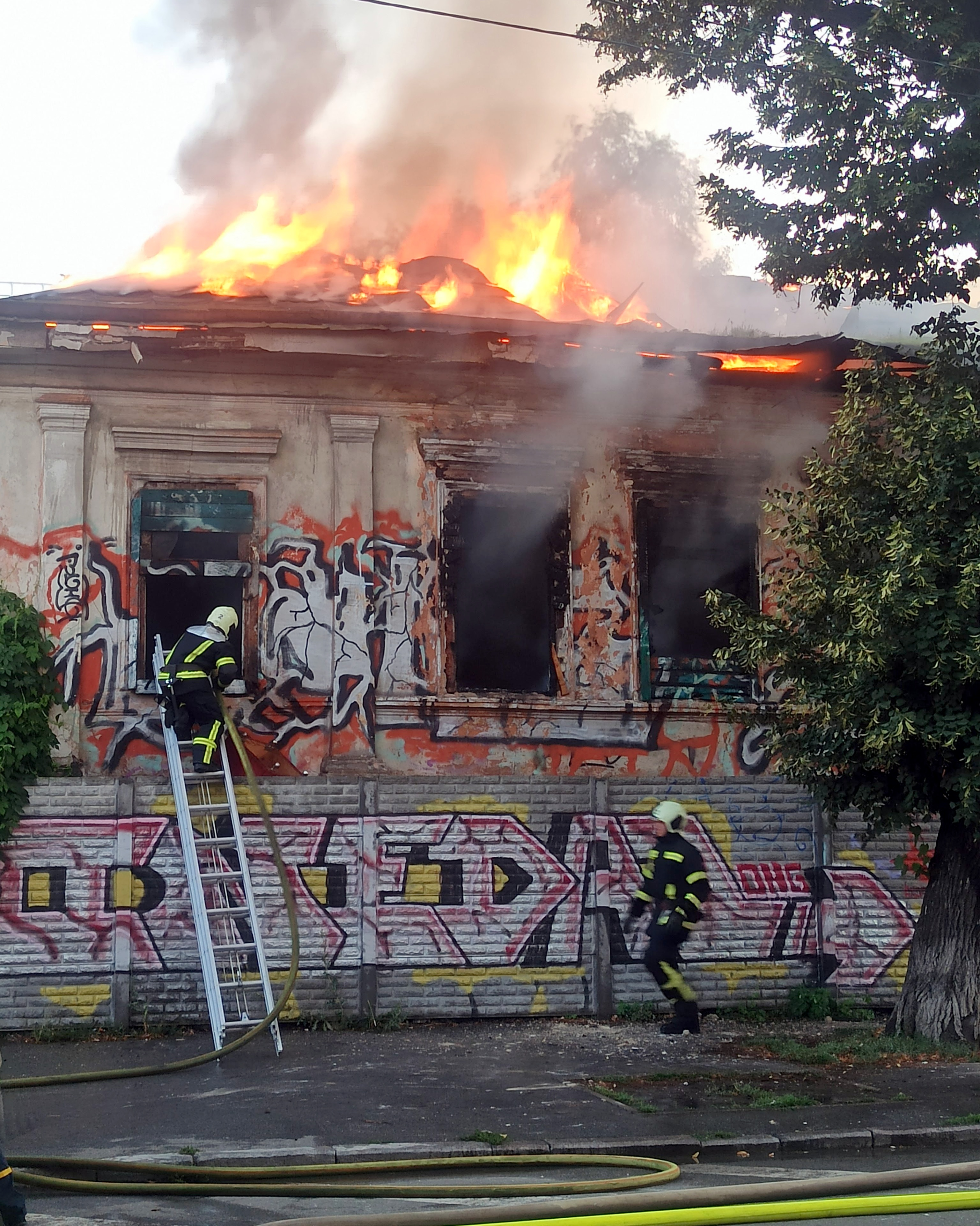
Пожежа у будинку Дегтярьова у 2023 році

Двоповерховий з підвалами Г-подібний. Перекриття пласкі, дах вальмовий, з бляшаним покриттям. Оздоблений у формах історизму із застосуванням ренесансно-барокових деталей. Складається з довгого крила на вісім віконних прорізів вздовж вулиці Іллінської і коротшого крила на п'ять віконних осей — на вулиці Волоській. Прямокутні вікна на першому поверсі декоровано замковими каменями, на другому завершено прямими і й окремими лучковими сандриками. Наріжжя акцентує балкон другого поверху з ажурними ґратами з мотивом волют та арабесків. Будинок — зразок пишно оздобленої прибуткової споруди кінця 19 століття.

### Будинок № 5
Одноповерховий, дерев'яний, тинькований, у плані Т-подібний, на високому цегляному цоколі (первісно житловому), з мансардою по осі дворового фасаду. Дах вальмовий, залізний по дерев'яних кроквах. До чолового корпусу з центральним дворовим ризалітом ліворуч прилягає дерев'яна галерея (після війни перетворена на кімнату), праворуч — вхідний дерев'яний тамбур та відкриті сходи.
Внутрішнє планування — коридорне, з двобічним розміщенням кімнат. У центрі з боку вулиці — вітальня на три вікна, по боках — кімнати на одне вікно. Архітектурне вирішення головного фасаду ґрунтується на типовій симетричній схемі п'ятивіконного будинку періоду класицизму. У його тектоніці переважають горизонтальні членування, підкреслені лінією цоколю і карнизів простого профілю. Цегляний цоколь оброблено під руст, його закладені вікна мають прямі перемички з імітацією замкових каменів. Композиція житлового поверху — тридільна, з виділенням одновіконних бічних крил плоскими пілястрами. Прямокутні віконні прорізи оформлено простими лиштвами, прямими сандриками-поличками і підвіконними тягами. В інтер'єрі збереглося первісне оформлення вітальні — тягнуті стельові падуги, камін і груба, облицьовані білими кахлями. Є пам'яткою житлової архітектури у стилі класицизму.

## У ХХІ столітті
З 2006 року перебуває на балансі ЗАТ «Українські сателітарні системи».
У 2018 році Київська міська рада створила тимчасову контрольну комісію на чолі з депутатом Мирошниченко І. М., яка мала комплексно обстежити пам'ятку, перевірити наявність охоронних договорів, їх  дотримання, а також дозволів на проведення робіт. Діяти комісія мала 6 місяців. За результатами її роботи на початку 2019 року до КМДА внесено проєкт рішення про звернення до Верховної Ради щодо термінового прийняття проєкту закону «про внесення змін до деяких законів України з питань удосконалення системи охорони культурної спадщини».
Будинок № 5/14 двічі зазнавав пожеж — наприкінці 2017 та в 2020 роках. Третього серпня 2023 року зайнявся дах іншої історичної споруди в цій же садибі — будинку по Волоській вул., 5 .

## Галерея

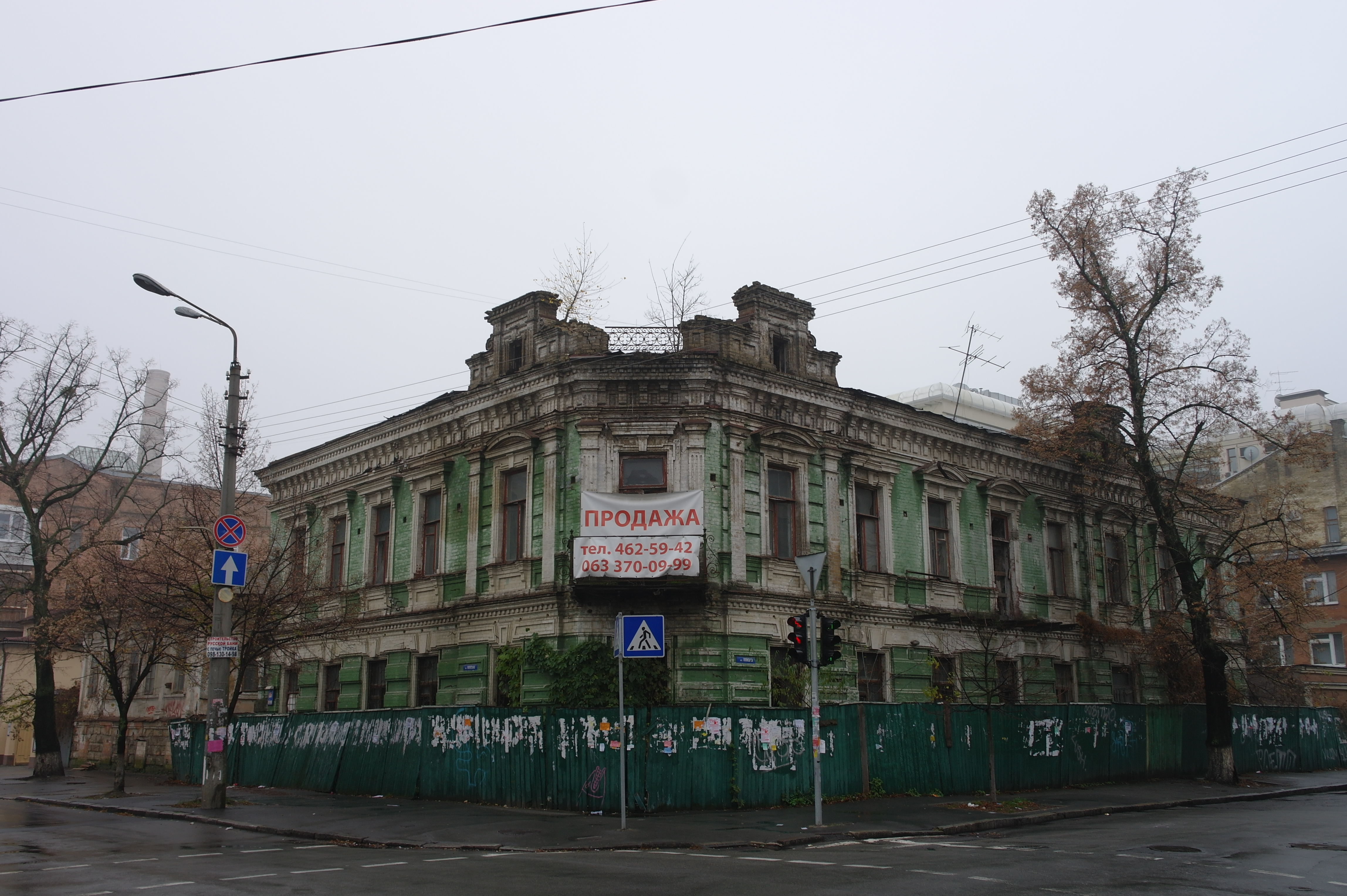
2016 рік
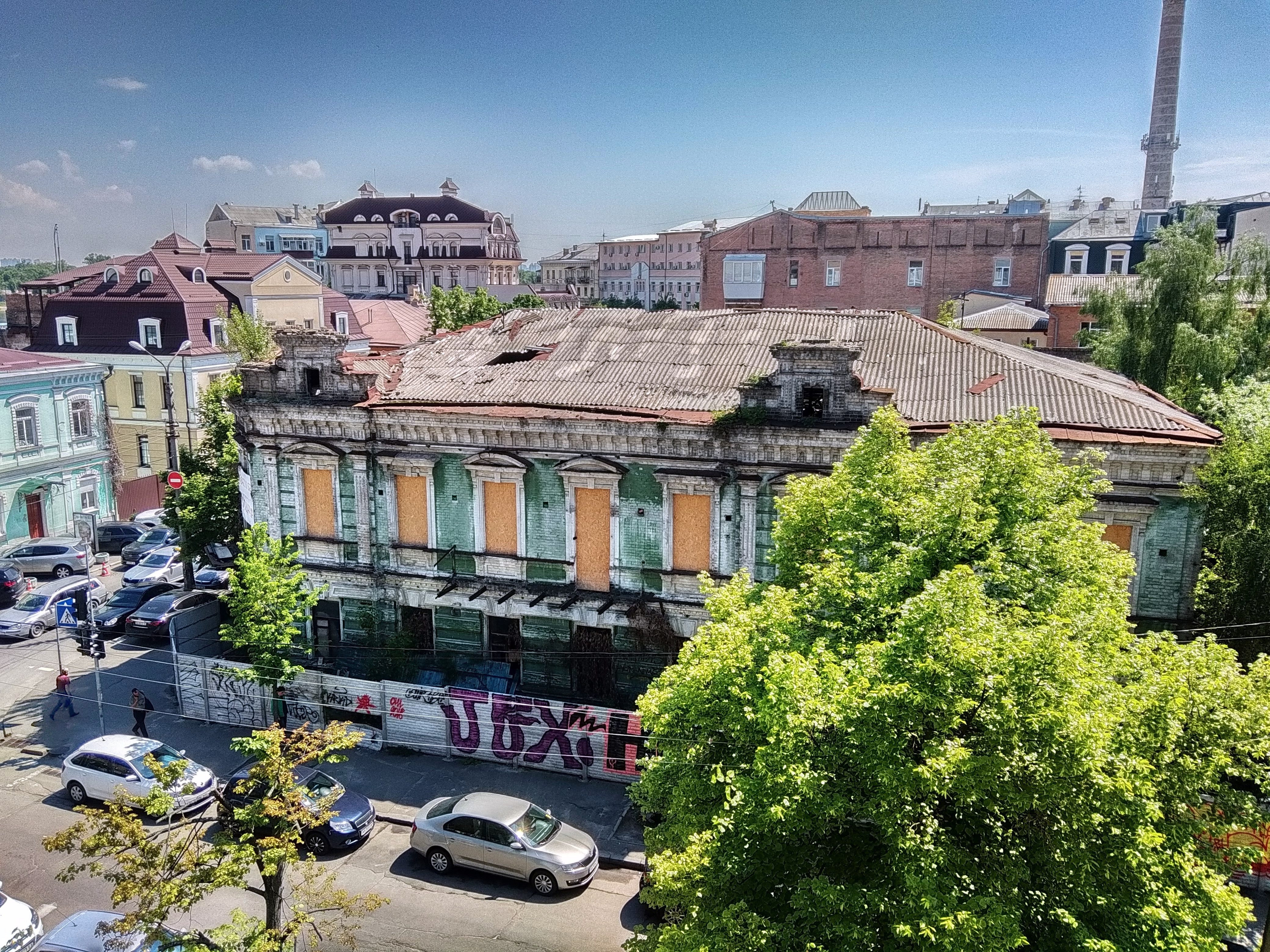
у 2019 р. вікна забиті дошками
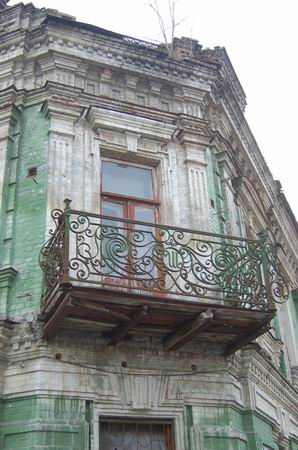
Ажурні ґрати на балконі, які були до бл. 2007 року
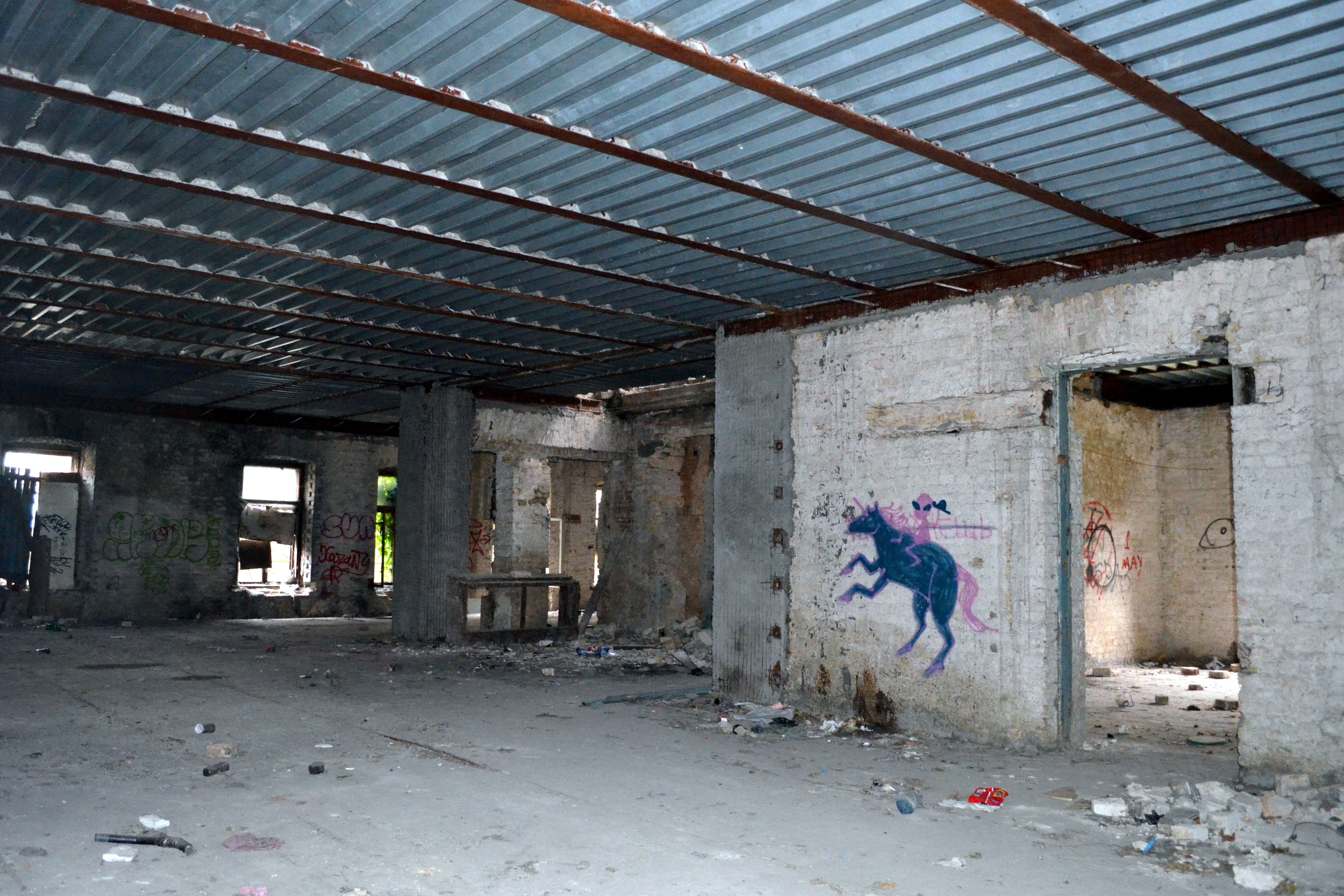
будинок зсередини, 2019 рік
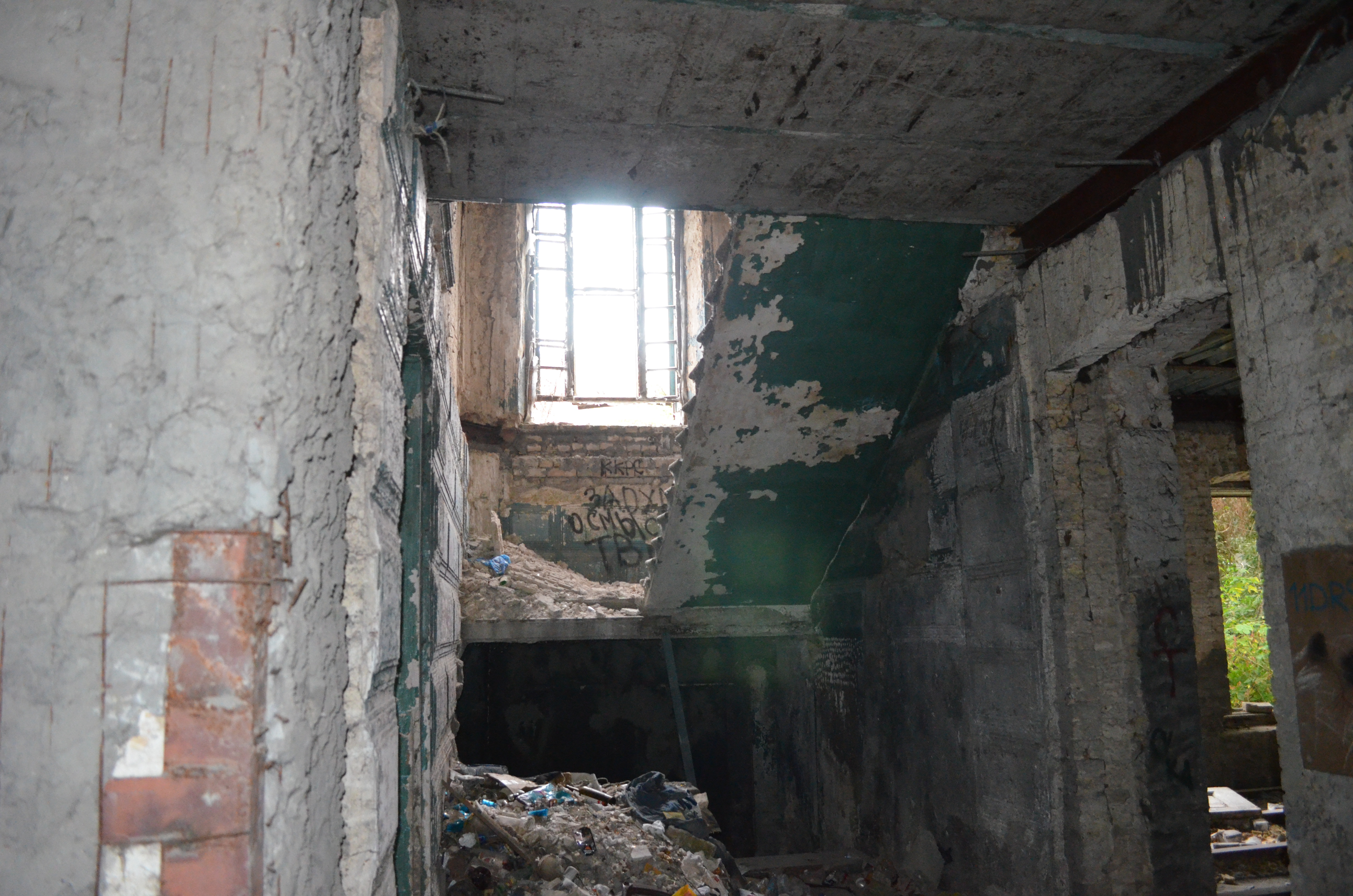
будинок зсередини, 2019 рік